# Loches
Loches là một xã trong tỉnh Indre-et-Loire, thuộc vùng hành chính Centre-Val de Loire của nước Pháp, có dân số là 6370 người (thời điểm 2005).

## Nhân khẩu học
| 1936  | 1946  | 1954  | 1962  | 1968  | 1975  | 1982  | 1990  | 1999  |
| ----- | ----- | ----- | ----- | ----- | ----- | ----- | ----- | ----- |
| 4 944 | 5 515 | 5 525 | 5 902 | 6 359 | 6 738 | 6 772 | 6 544 | 6 328 |

## Các thành phố kết nghĩa
- Wermelskirchen, Đức
- St Andrews, Vương quốc Anh

## Nhân vật nổi tiếng
- Jacques Villeret, diễn viên
- Alfred de Vigny, nhà văn
- Jacques-Elie Lamblardie, kĩ sư, người sáng lập École Polytechnique
- Emmanuel Lansyer, họa sĩ
- Ludovico Sforza, công tước của Milano, mất năm 1508 tại Loches

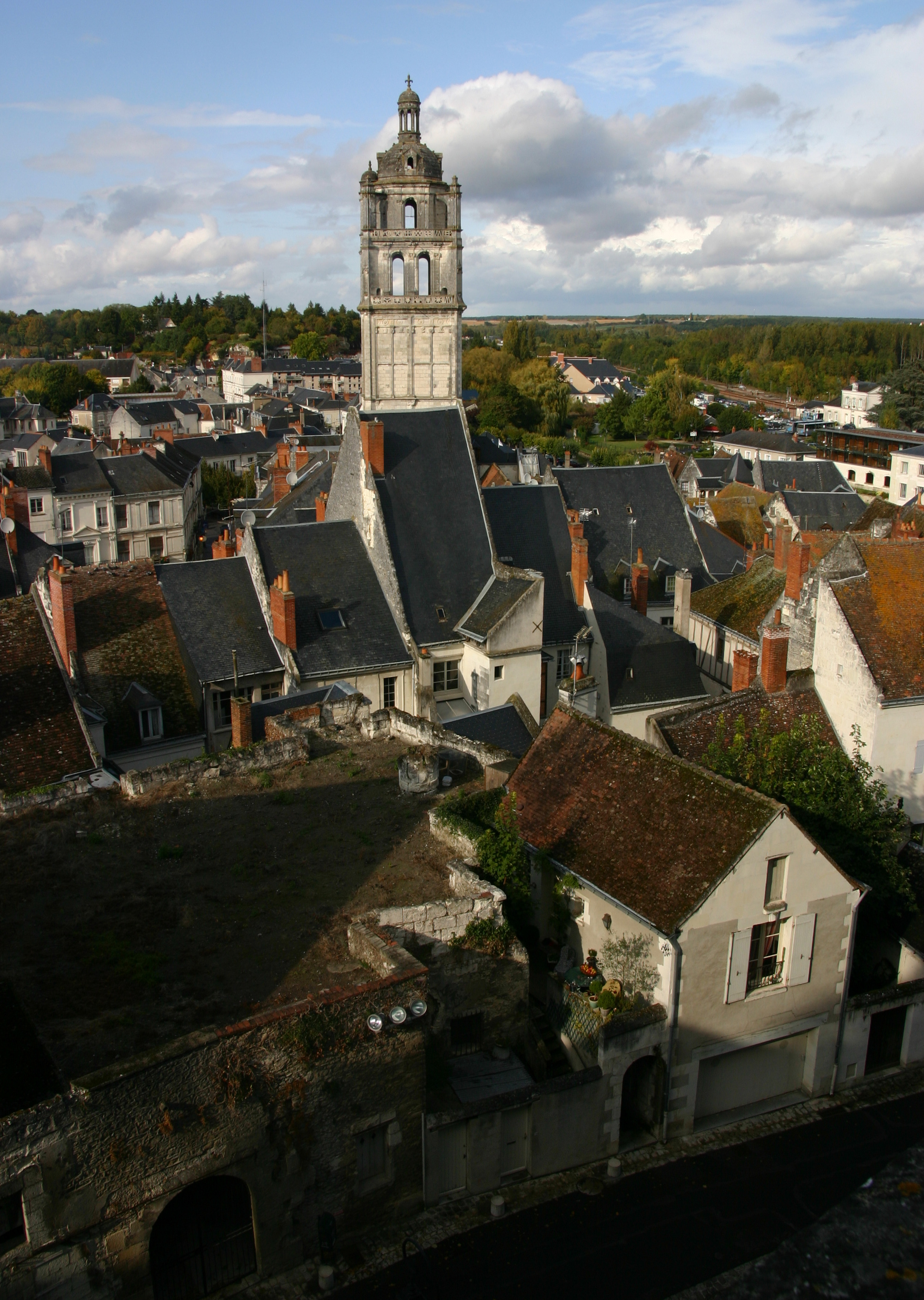
Loches
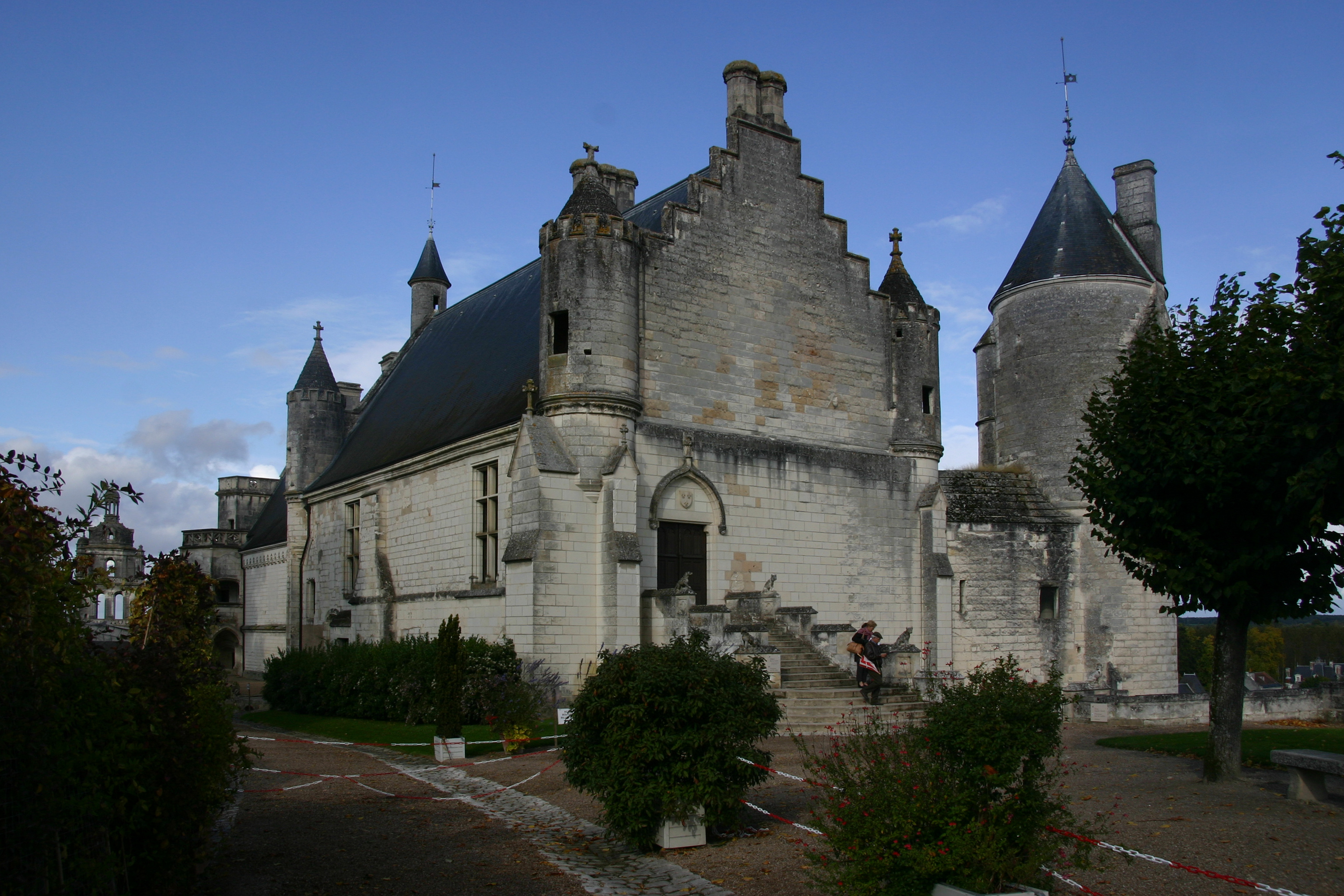
Château de Loches
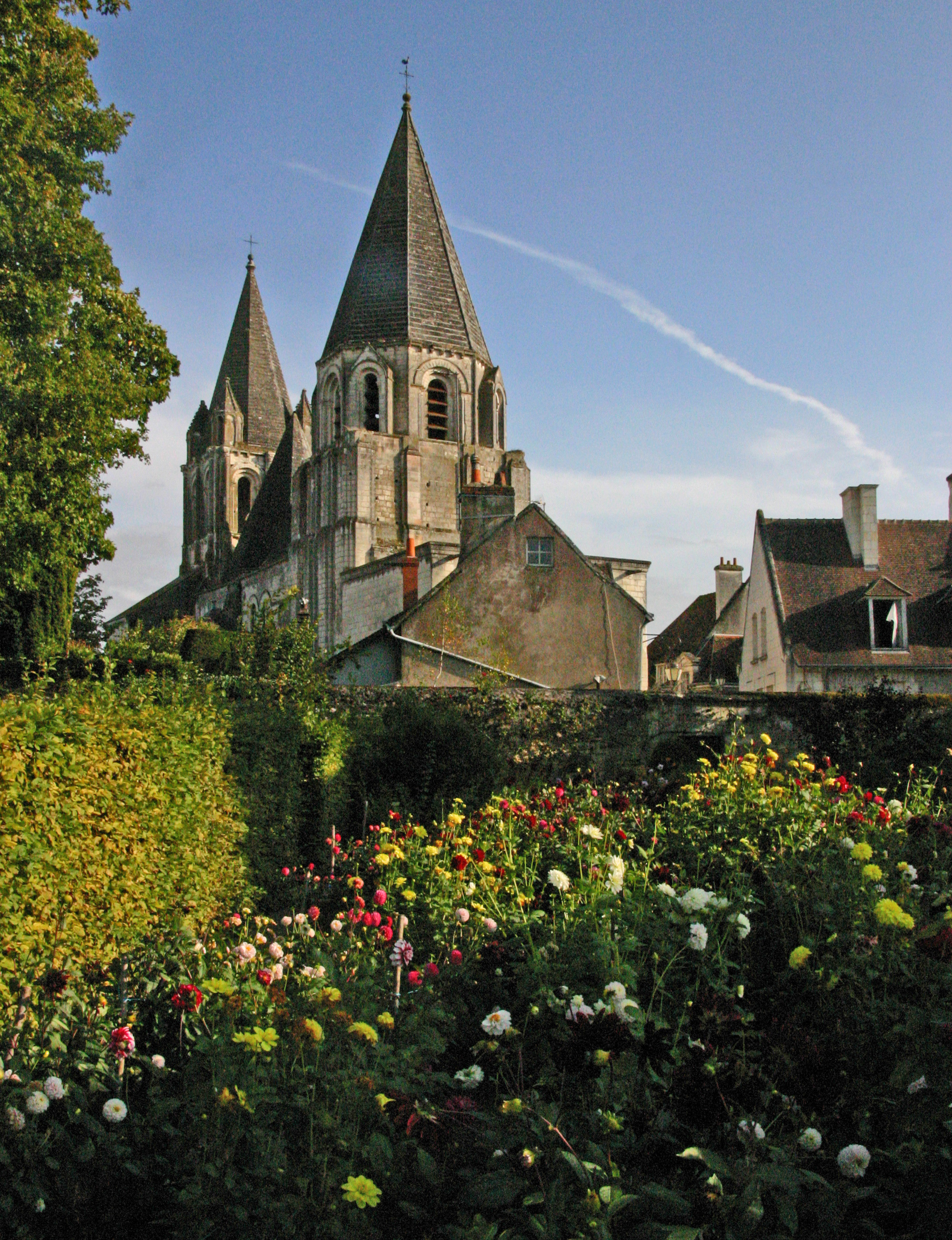
Saint-Ours
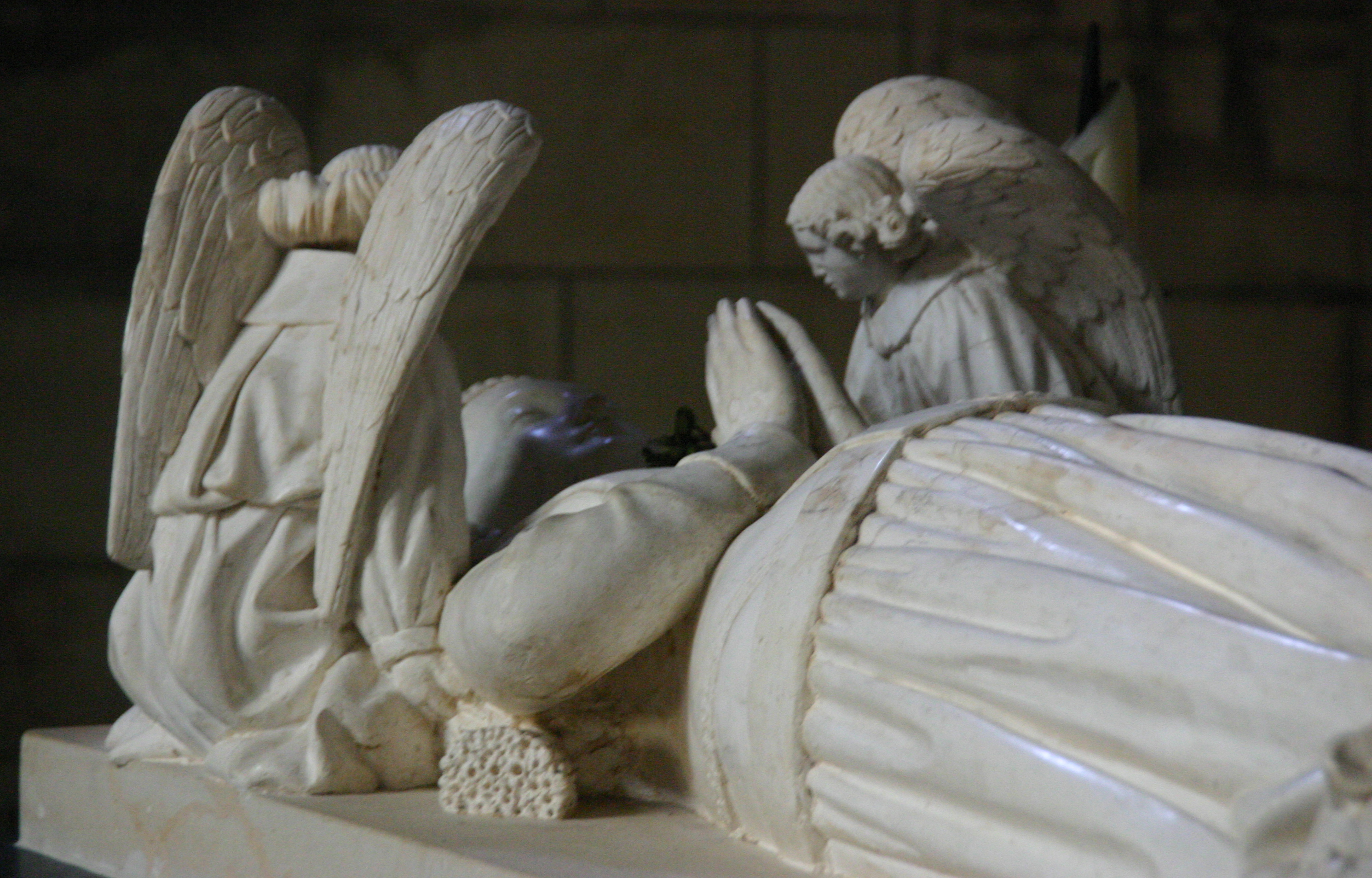
Saint-Ours
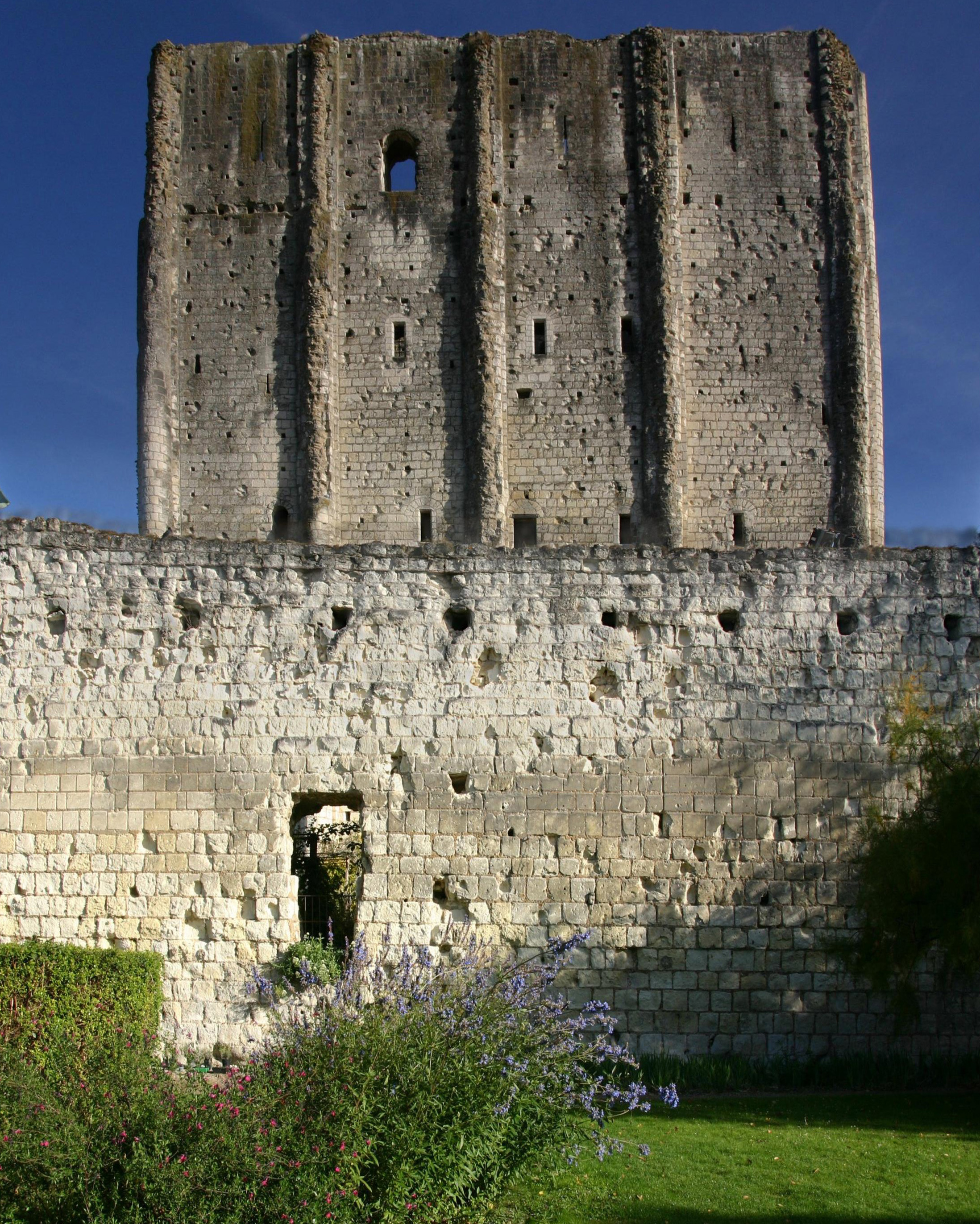
Donjon de Loches
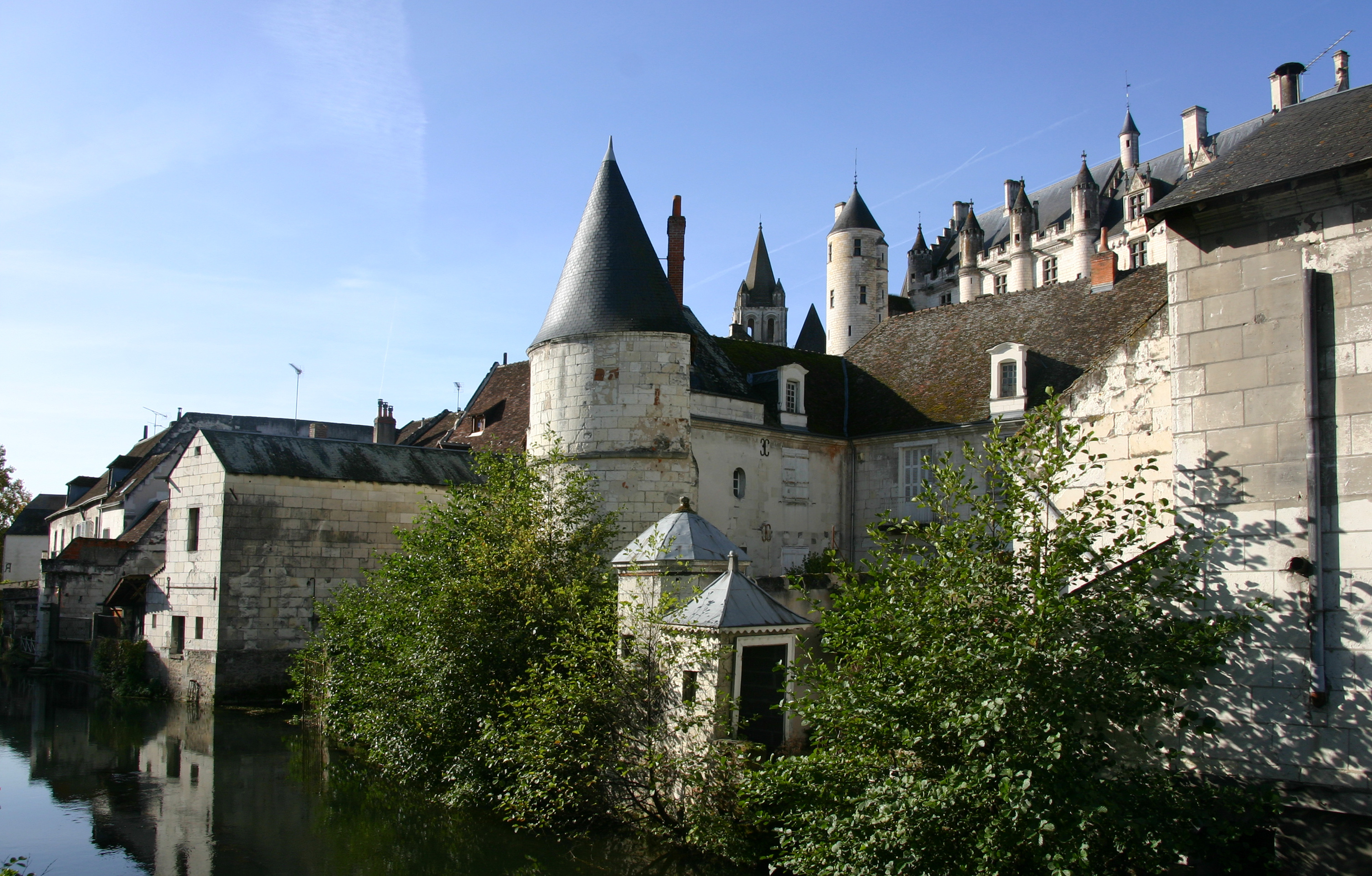
Loches